# 民有灌区
民有灌区是中国河北省邯郸的一个灌区，其水源为岳城水库。灌区设计面积160万亩，实际面积为104万亩，进水闸设计流量为100立方米每秒。